# Warren Buffett
Warren Edward Veirdo Buffett (n. 30 august 1930, Omaha, Nebraska, SUA) este un investitor, om de afaceri și filantrop american, care este în prezent președinte și CEO al Berkshire Hathaway. Ca urmare a succesului investițional, Buffett este unul dintre cei mai cunoscuți investitori din lume.
Este considerat al treilea în lista celor mai bogați oameni din lume în anul 2006, pe al treilea loc în lista anului 2007 și primul pe lista anului 2009. Este recunoscut pentru stilul de viață modest, în ciuda averii imense pe care o deține. În anul 2017 a fost pus pe locul al doilea pe lista celor mai bogați oameni din lume.În iunie 2024, avea o avere netă de 135 de miliarde de dolari, făcându-l a zecea cea mai bogată persoană din lume.
Buffett s-a născut în Omaha, Nebraska. Fiul congresmanului și omului de afaceri american Howard Buffett, el a dezvoltat un interes pentru afaceri și investiții în timpul tinereții sale. A intrat la Școala Wharton a Universității din Pennsylvania în 1947, înainte de a absolvi Universitatea din Nebraska la 19 ani. A continuat să studieze la Columbia Business School, unde și-a modelat filosofia de investiții în jurul conceptului de investiții de valoare (en. value investing) introdus de Benjamin Graham. A urmat cursurile Institutului de Finanțe din New York pentru a se concentra pe mediul său economic și, în curând, a urmat o carieră în afaceri.
Mai târziu a început diverse afaceri și parteneriate de investiții, inclusiv unul cu Graham. El a creat Buffett Partnership Ltd. în 1956, iar firma sa de investiții a achiziționat în cele din urmă o firmă de producție de textile, Berkshire Hathaway, asumându-și numele pentru a crea un holding diversificat. Buffett a devenit președinte și acționar majoritar al companiei în 1970. În 1978, un coleg investitor și asociat de multă vreme Charlie Munger s-a alăturat lui Buffett ca vicepreședinte.
Din 1970, Buffett prezidă în calitate de președinte și cel mai mare acționar al Berkshire Hathaway, una dintre cele mai importante companii de tip holding ale Americii, aceasta fiind și una dintre cele mai importante conglomerate corporative din lume. El a fost numit „Oracolul” sau „Înțeleptul” din Omaha de către mass-media globală ca urmare a acumularii unei averi masive derivate din succesul în afaceri și investiții. El este remarcat pentru aderarea sa la principiile investiției valorice și pentru frugalitatea sa în ciuda bogăției sale. Buffett s-a angajat să doneze 99%[9] din averea sa unor cauze filantropice, în primul rând prin intermediul Fundației Bill & Melinda Gates. El a fondat Giving Pledge în 2010 cu Bill Gates, prin care miliardarii se angajează să dea cel puțin jumătate din averea lor.

## Începutul vieții și educație
Warren Edward Buffett s-a născut pe data de 30 august 1930 în Omaha, Nebraska, fiind al doilea dintre cei trei copii și singurul fiu al Leilei (născută Stahl) și al congresmanului Howard Buffett. Și-a început studiile la școala elementară Rose Hill. În 1942, tatăl său a fost ales în primul dintre cele patru mandate ale Congresului Statelor Unite, iar după ce s-a mutat cu familia sa la Washington, D.C., Warren a terminat școala elementară, a urmat liceul Alice Deal și a absolvit în 1947 ceea ce era atunci se numea liceul Woodrow Wilson, unde în imaginea sa din anuarul principal spune: „îi place matematica; un viitor agent de bursă”. După ce a terminat liceul și-a găsit succesul cu proiectele sale antreprenoriale și de investiții, Buffett a vrut să renunțe la facultate pentru a intra direct în afaceri, dar a fost refuzat de tatăl său.
Buffett și-a arătat interesul pentru afaceri și investiții la o vârstă fragedă. A fost inspirat de o carte pe care a împrumutat-o de la biblioteca publică din Omaha la vârsta de șapte ani, "O mie de moduri de a câștiga 1000 de dolari".O mare parte din primii ani ai copilăriei lui Buffett au fost însuflețiți de proiecte antreprenoriale. Într-una dintre primele sale afaceri, Buffett a vândut gumă de mestecat, Coca-Cola și reviste săptămânale din ușă în ușă. A lucrat în magazinul alimentar al bunicului său. Pe când era încă în liceu, a făcut bani livrând ziare, vânzând mingi de golf și timbre printre altele. La prima sa declarație de impozit pe venit, în 1944, Buffett a primit o deducere de 35 de dolari pentru utilizarea bicicletei și a ceasului său pe traseul de împarțit ziare. În 1945, când era student la liceu, Buffett și un prieten au cheltuit 25 de dolari pentru a cumpăra o mașină de pinball folosită, pe care au pus-o în frizeria locală. În câteva luni, au deținut mai multe mașini în trei frizerii diferite din Omaha. Ulterior, au vândut afacerea unui veteran de război pentru 1.200 de dolari.
Interesul lui Buffett pentru bursa de valori și pentru investiții datează din zilele sale de școlar petrecute în salonul clienților unei case de brokeraj regionale din apropierea biroului de brokeraj al tatălui său. Tatăl său a fost interesat de cultivarea și educarea curiozității tânărului Warren în jurul subiectului afacerilor și investițiilor, la un moment ducandu-l să viziteze Bursa de Valori din New York pe când acesta avea 10 ani. La 11 ani, el a cumpărat trei acțiuni ale Cities Service Preferred pentru el și trei pentru sora sa Doris Buffett (care a devenit și filantrop). La 15 ani, Warren a câștigat mai mult de 175 de dolari lunar livrând ziare Washington Post. În liceu, a investit într-o afacere deținută de tatăl său și a cumpărat o fermă de 40 de acri lucrată de un fermier chiriaș. El a cumpărat terenul când avea 14 ani cu 1.200 de dolari din economiile sale. Când a terminat facultatea, Buffett a adunat 9.800 de dolari în economii (aproximativ 125.000 de dolari astăzi).

În 1947, Buffett sa înmatriculat la Wharton School of the University of Pennsylvania. Ar fi preferat să se concentreze asupra afacerilor sale, dar s-a înscris din cauza presiunii tatălui său. Warren a studiat acolo timp de doi ani și sa alăturat fraternității Alpha Sigma Phi. Apoi s-a transferat la Universitatea din Nebraska, unde la 19 ani a absolvit o licență în administrarea afacerilor. După ce a fost respins de Harvard Business School, Buffett s-a înscris la Columbia Business School a Universității Columbia după ce a aflat că Benjamin Graham a predat acolo. A obținut un master în economie de la Columbia în 1951. După absolvire, Buffett a urmat Institutul de Finanțe din New York.
Ideile de bază ale investiției sunt să priviți acțiunile ca pe o afacere, să utilizați fluctuațiile pieței în avantajul dvs. și să căutați o marjă de siguranță. Asta ne-a învățat Ben Graham. Peste o sută de ani vor fi în continuare pietrele de temelie ale investițiilor. - Warren Buffet

## Cariera în domeniul afacerilor

### Începuturile carierei de afaceri
Buffett a lucrat din 1951 până în 1954 la firma tatălui său, Buffett-Falk & Co., ca brokerr de investiții; din 1954 până în 1956 la Graham-Newman Corp. ca analist de valori mobiliare; din 1956 până în 1969 la mai multe parteneriate de investiții în calitate de asociat general; iar din 1970 ca președinte și CEO al Berkshire Hathaway Inc.
În 1951, Buffett a descoperit că Graham era în consiliul de asigurări GEICO. într-o sâmbătă, luând un tren spre Washington, D.C., a bătut la ușa sediului GEICO până când un îngrijitor l-a primit înauntru. Acolo l-a întâlnit pe Lorimer Davidson, vicepreședintele GEICO, iar cei doi au discutat ore întregi despre afacerile din domeniul asigurărilor, iar Buffett a făcut prima sa achiziție de acțiuni GEICO. Davidson avea să devină în cele din urmă prietenul de-o viață al lui Buffett având o influență de durată asupra acestuia, mai târziu amintindu-și că a găsit în Buffett un „om extraordinar” după doar cincisprezece minute. Buffett a vrut să lucreze pe Wall Street, dar atât tatăl său, cât și Ben Graham l-au îndemnat să nu o facă. S-a oferit să lucreze pentru Graham gratuit, dar Graham a refuzat.
Buffett s-a întors la Omaha și a lucrat ca agent de bursă în timp ce urma un curs de vorbire în public Dale Carnegie.[34] Folosind ceea ce a învățat, s-a simțit suficient de încrezător pentru a preda un curs nocturn de „Principii de investiții” la Universitatea din Nebraska-Omaha. Vârsta medie a elevilor săi era de peste două ori mai mare decât a lui. În acest timp, el a cumpărat și o benzinărie Sinclair ca investiție secundară, dar nu a avut succes cu aceasta.
În 1954, Buffett a acceptat un loc de muncă la parteneriatul lui Benjamin Graham. Salariul său inițial a fost de 12.000 USD pe an (aproximativ 136.000 USD în prezent).[23] Acolo a lucrat îndeaproape cu Walter Schloss. Graham a fost ferm susținând că acțiuniile alese ca investiții ar trebui să ofere o marjă largă de siguranță după ce a cântărit compromisul dintre prețul lor și valoarea lor intrinsecă. În 1956, Benjamin Graham s-a pensionat și și-a încheiat parteneriatul. În acest moment, Buffett, care a adunat economii personale de peste 174.000 de dolari (aproximativ 1,95 milioane de dolari astăzi)[23], a decis să se întoarcă în Omaha, unde va începe rapid o serie de parteneriate de investiții. 
În 1957, Buffett a operat trei parteneriate de investiții. Până în 1959, totalul a crescut la șase parteneriate. În acel an, Buffett l-a întâlnit pe viitorul partener Charlie Munger. În 1961, Buffett a dezvăluit că 35% din activele parteneriatelor au fost investite în Sanborn Map Company. El a explicat că acțiunile Sanborn s-au vândut cu doar 45 de dolari pe acțiune în 1958, dar portofoliul de investiții al companiei valora 65 de dolari pe acțiune. Aceasta însemna că afacerea cu hărți a lui Sanborn era evaluată la „minus 20 USD”. Buffett a achiziționat în cele din urmă 23% din acțiunile restante ale companiei ca investitor activ, obținând pentru el un loc în consiliul de administrație și s-a aliat cu alți acționari nemulțumiți pentru a controla 44% din acțiuni. Pentru a evita o luptă de proxy, consiliul de administrație s-a oferit să răscumpere acțiuni la valoarea justă, plătind cu o parte din portofoliul său de investiții. 77% din acțiunile în circulație au fost predate. Buffett a obținut o rentabilitate de 50% a investiției în doar doi ani.[38]

## Stilul de investiție
Investitorul Benjamin Graham a fost o figură influentă majoră asupra tânărului Warren Buffett.
Referitor la mentorii care i-au format stilul său de analiză în materie de alegerea investițiilor, W. Buffett a afirmat într-un interviu că raportul este 85% Benjamin Graham și 15% Philipp Fisher.